# 近藤奈保
近藤 奈保（こんどう なほ、4月16日 - ）は、日本の女性声優。長野県出身。以前はDoaプロダクション、シグマ・セブンeに所属していた。

## 出演作品

### テレビアニメ
- ラブゲッCHU 〜ミラクル声優白書〜（緑きよか）

### テレビCM
- 大戸屋
- バンダイ
  - キュアドール!
  - プリキュア フラワータクト

### 舞台
- 美しきトラブル（津村）